# UFC 42
UFC 42: Sudden Impact foi um evento de artes marciais mistas promovido pelo Ultimate Fighting Championship, ocorrido em 25 de abril de 2003 no American Airlines Arena em Miami, nos Estados Unidos.
Esse foi o primeiro evento do UFC a acontecer na Flórida. O evento principal foi a disputa do Cinturão Meio Médio do UFC entre Sean Sherk e Matt Hughes. O UFC 42 marcou a primeira aparição do futuro campeão Rich Franklin.

## Resultados
Nota 1 Pelo Cinturão Meio-Médio do UFC.